# Династія Цінь
Дина́стія Ці́нь (кит. 秦朝, пін. Qíncháo) — династія і держава в Китаї, що існувала у 221 до н. е. — 206 до н. е. Заснована першим китайським імператором Ши Хуан-ді, який відновив єдину централізовану державу внаслідок анексії існуючих шести держав: Хань, Вей, Чжао, Чу, Янь і Ці, поклавши край так званому періоду «Семи царств», що тривав майже 800 років. Імператор мав титул — Перший величний правитель Цінь. Згідно з його наказами почала розбудовуватися централізована держава, у якій правителями були чиновники, а не аристократія. Країну поділили на округи і повіти. Реформа передбачила уніфікацію виміру ваги, простору, грошей, а також письма. Внаслідок цього полегшилась торгівля і усунулись регіональні відмінності. Династія Хань замістила Цінь у 206 до н. е.

## Передумови створення імперії
Створення імперії було логічним завершенням складного і тривалого процесу посилення інтегруючих доцентрових тенденцій у провідних чжоуських царствах. В середині ІІІ ст. до н. е. територія сучасного Китаю була розділена на декілька великих держав. Цей період китайської історії називають «Епохою Воюючих царств». Війни були досить жорстокими, а конкуренція такою, що лише найсильніші політичні утворення залишилися на карті.
З середини IV ст. до н. е. поміж сильних царств різко вирізняється околичне північно-західне царство Цінь. Раніше воно не брало активної участі в міжусобній боротьбі і вважалося порівняно досить слабким поміж «семи сильніших». Причина його посилення — проведені одним із засновників школи легізму (фацзя) Шан Яном (390—338 до н. е.) реформи в усіх сферах життєдіяльності. Основна ідея школи — рівність усіх перед Законом і правителем, що спричинило роздавання титулів не за народженням, а за реальними заслугами, згідно з чим будь-який простолюдин мав право дослужитися до першого міністра. Шан Ян, виходець зі збіднілої аристократичної сім'ї царства Вей, залишив батьківщину, і в 361 до н. е. подався служити до монарха царства Цінь Сяо-ґуна (посмертне ім'я — Цюй Лян), при якому був першим радником. Закони Шан Яна захищали інтереси заможних господарств, що вийшли з общини. При ньому могутність спадкових знатних родин була підірвана одноманітним адміністративним розділом держави. Дрібні територіальні одиниці — п'яти- і десятидворки — були поєднані круговою порукою; в разі провини однієї особи всі члени групи ставали державними рабами — чим було розширено контингент осіб, поневолених державою за кримінальним законом. Уніфікація Шан Яном мір ваги, довжини і об'єму, а також монетна реформа стимулювали розвиток ринкових відносин. Замість податку з урожаю Шан Ян ввів податок з площі оброблюваної землі, переклавши всі збитки від стихійних лих з казни на плечі землероба. Він спирався на нову знать, не пов'язану з родовитим походженням, і на заможні прошарки общини, для яких відкрилися можливості придбання полів і рабів. Держава Цінь перетворювалася на власника землі і рабовласника. Основну увагу уряд Шан Яна приділяв підвищенню продуктивності сільськогосподарського виробництва і розвитку військової справи. Вперше в історії Китаю Шан Ян закріпив приватну власність на землю. За заслуги отримав область Шан. У 338 до н. е., після смерті Цюй Ляна був звинувачений у зраді. Втік до царства Вей, згодом в область Шан, що належала йому, де створив власну армію. Був розбитий в битві і страчений.
Ідеї Шан Яна мали величезний влив не лише на його сучасників, але і на наступні покоління. Завдяки їх впровадженню в життя, цінським царям менш ніж за сто років вдалося перетворити свою державу на наймогутніше з «Семи Воюючих Царств», що дозволило Цінь Шихуанді об'єднати Китай під владою Цінь. Цей процес багато в чому був стимульований активною діяльністю реформаторів-легістів, які виступали як проти відцентрових тенденцій спадкової знаті, так і проти тих, хто послаблював централізовану структуру діяльності приватних власників, «користолюбців», лицарів «другорядних» занять (за визначенням Шан Яна).
Під прапором легізму, теорія якого була докладно розроблена в різних варіантах, включаючи «Мистецтво адміністрації» Шень Бухая (400—337 до н. е.) і всеосяжну концепцію Хань Фей-цзи (288—233 до н. е.), почала утворюватися нова імперія, її основні принципи та інститути. За короткий час правління династії Цінь розрізнені царства було об'єднано, воно стало єдиною країною, яка сьогодні має назву Китай. То був час зведення Великого китайського муру, будівництва небувалої кількості палаців і доріг. В епоху Цінь закладено принципи управління Китаю на декілька сторіч уперед.

## Цінь Шихуанді— перший імператор Китаю
Цінь Шихуанді (259-210 до н. е.) — правитель царства Цінь (з 259 до н. е.), який почав завершення багатовікової епохи Воюючих Царств. До 259 до н. е. він впровадив одноосібне панування на всій території Внутрішнього Китаю і увійшов в історію як правитель першої централізованої китайської держави. Заснована ним династія Цінь, що планувала володіти Китаєм впродовж 10 тисяч поколінь, була повалена за кілька років після його смерті.

## Ранні роки
Їн Чжен, майбутній імператор, народився в 259 до н. е., в Ханьдані (у князівстві Чжао), де його батько, Чжуан Сянван, був заручником. Після народження він отримав ім'я Чжен («перший»). Його мати — наложниця, яка, за деякими переказами, перебувала у інтимних стосунках з впливовим придворним Люй Бувеєм.
У 13 років Чжен став цінським правителем, натомість до 21 року вважався неповнолітнім, а всіма справами керував Люй Бувей як регент і перший міністр. Майбутній імператор увібрав популярну на той час тоталітарну ідеологію легізму, найяскравішим представником якого був Хань Фей.
Державний устрій царства Цінь визначали потужна воєнна машина і численна бюрократія. Держава Цінь була наймогутнішою в Піднебесній. Все прямувало до об'єднання Китаю на чолі з цією династією. Проте, хоча Цінь і значно розширила свої володіння за рахунок інших царств, вони ще залишалися досить сильними. У 241 до н. е. царства Вей, Хань, Чжао і Чу уклали проти Цінь новий військовий союз, але і їх об'єднані війська також зазнали поразки. Цінцям також протистояли ще Янь і Ці — тобто шість царств, всі інші загинули в ході міжусобних воєн.
У 238 до н. е., коли Їн Чжен зійшов на цінський престол, йому вдалося розбити всіх ворогів поодинці, захоплюючи одну територію за іншою протягом сімнадцятирічних безперервних воєн. У 32 роки він оволодів тим князівством, у якому народився, тоді ж померла його мати. Кожну захоплену столицю він наказував знищувати . У 221 до н. е. Цінь завоювало останнє самостійне царство — Ці на Шаньдунському півострові, Їн Чжен у 39 років вперше в історії об'єднав увесь Китай.

## Титул першого імператора
Безпрецедентна могутність правителя імперської ери вимагала введення нової титулатури. Цінь Шихуанді буквально означає «імператор-основоположник [династії] Цінь». Старе найменування «ван», що перекладається як «монарх, князь, цар», було вже не прийнятним: з послабленням Чжоу титул вана девальвувався. До утворення нового титулу терміни хуан 皇 («володар, найясніший») і ді 帝 («імператор») застосовувалися окремо.
Їх об'єднання мало наголосити на єдиновладності правителя нового типу.
Створений таким чином імператорський титул існував до Сіньхайської революції 1912 року, аж до завершення імперської ери. Його застосовували як ті династії, влада яких поширювалася на всю Піднебесну, так і ті, що лише прагнули до об'єднання її частин під своїм керівництвом.

## Правління об'єднаним Китаєм
Колосальна кампанія з об'єднання Піднебесної була завершена в 221 до н. е., після чого за указом імператора у населення країни було вилучено зброю, з якої було наказано відлити дзвони і великі бронзові статуї. Новий імператор провів ряд реформ для закріплення завойованої єдності: під гаслом «всі колісниці з віссю єдиної довжини, всі ієрогліфи — стандартного написання» було створено єдину мережу шляхів, скасовано розрізнені системи ієрогліфіки підкорених царств, введено єдину грошову систему, а також систему міри і ваги. 
Столицею імперії було обрано Сяньян у вічних цінських володіннях, недалеко від сучасного Сіаня. Туди було переведено чиновників і вельмож всіх захоплених держав (близько 120 тис. сімей спадкової знаті.
Величезну країну була знову розмежовано на 36 великих областей, кордони яких не збігалися з рамками колишніх царств і князівств. На чолі кожної області поставили губернатора. Області поділили на повіти, що мали начальників, а повіти — на волості, кожна з яких включала кілька десятків сіл.
Велику увагу було приділено організації центральної адміністрації. На чолі імперії було двоє міністрів, один з яких (Лі Си) відігравав головну роль. Цим міністрам підкорялося кілька центральних відомств, у яких були відповідні підрозділи в областях. Так, главі воєнного відомства підпорядковувалися воєначальники областей і великий штат чиновників центрального апарату, що належали до відділів і департаментів. Приблизно такою ж була і структура інших відомств — фінансів, царсько-державного господарства, судового, обрядового і деяких інших, включаючи верховну прокуратуру, яка здійснювала централізований нагляд за всіма відомствами і особовим складом апарату адміністрації країни . Всі чиновники і особи, що стояли нижче від них, суворо розрізнялися за своїм місцем у системі не лише посад, але і рангів. Їх було 20, перші 8 могли мати прості люди, які отримували їх залежно від віку, соціально-родинного становища і заслуг, а також шляхом купівлі або у винагороду. Решта (аж до найвищих, 19—20-го, володарями яких в імперії були одиниці) були чиновницькими рангами, які надавали за вислугу і заслуги.
У суворій відповідності до принципів легізму було остаточно централізовано редистрибутивну систему імперії. Всі численні чиновники, аж до найвищих, отримували за свою працю твердо фіксовану платню з державних сховищ, найчастіше натурою, у вигляді встановленої і залежної від посади і рангу кількості зерна. Лише окремі представники 19—20-го рангів мали право на харчування, тобто на стягування податків з селян певною подарованою їм в умовне володіння території, але при цьому адміністративної влади тут не мали, їх права обмежувалися лише стягуванням податків.
Суворо централізованою і добре організованою була і система різноманітних і досить важких державних повинностей, чи то гігантські будівельні роботи, чи обов'язок забезпечувати армію, постачання харчів і спорядження, участь у суспільних роботах на місцях тощо Принцип кругової поруки, заснований ще Шан Яном, набув більш розширеного тлумачення, ніж раніше: він торкався тепер не лише селян, але також і тих, які рекомендували будь-кого на посаду чиновників, що обмежувало непотизм, тобто прагнення влаштувати на вигідне місце бездарного і нездібного родича або приятеля.
Було уніфіковано монету, виплавка якої перетворилася на державну монополію, дозволено відкуп від повинностей і покарань, а також покупка рангів, аби зайві статки власників надходили в казну. Частину найзаможніших торговців переселили з їхніх рідних місць; великі відкупники, які займалися солеварінням, залізоплавильною справою і т. ін., були під контролем влади. Крім того, у державі існувала мережа великих казенних майстерень, на яких у порядку відбуття повинностей або за вироками суду (державне рабство злочинців), а також за наймом працювали ремісники, у тому числі і власники приватних майстерень.
Досить жорсткою була система легістського законодавства аж до знищення всіх родичів злочинця за трьома лініями родинності — батька, матері і дружини — за особливі злочини. За менш тяжкі очікувало фізичне скалічення або державне рабство.
Слід зазначити, що вся описана система реформ і нововведень в цілому мала чималий ефект, причому досить швидко. Суворо організована на засадах принципів казармової муштри держава змогла за короткий термін здійснити ряд грандіозних проектів. Для захисту від кочівників півночі було зведено Великий мур — одне з найвеличніших чудес світу. Грандіозним було і будівництво столиці з її колосальним палацовим комплексом Ефангун, не кажучи вже про спорудження імператорської гробниці, про яку джерела розповідають усілякі дива.

## Кінець життя
Упродовж останніх десяти років свого життя імператор рідко бував у своїй столиці. Він постійно інспектував різні куточки держави, приносячи жертви в місцевих храмах, сповіщаючи місцеві божества про свої досягнення і зводячи стели з самовихваляннями. Об'їздами власних володінь імператор поклав початок традиції монарших сходжень на гору Тайшань. Він же першим із китайських правителів вийшов на морський берег.
Як можна зрозуміти з «Ши цзі» ханського історика Сима Цяня, найбільше імператора непокоїли думки про власну смерть. Під час своїх мандрів він знайомився з чарівниками і ведунами, сподіваючись дізнатися від них таємницю еліксиру безсмертя. У 219 до н. е. він спорядив на пошуки експедицію до островів Східного Моря (ймовірно, до Японії).
Конфуціанські учені вбачали в цьому порожні забобони, за що жорстоко поплатилися: як свідчить легенда, імператор наказав закопати 460 з них живцем у землю. У 213 до н. е. Лі Си переконав імператора спалити всі книги, за винятком тих, що стосувалися сільського господарства, медицини і ворожіння. Крім того, не чіпали книги з імператорських зборів і хроніки цінських правителів.
В останні роки життя, зневірившись у перспективі отримання безсмертя, Цінь Шихуанді все рідше об'їжджав кордони своєї держави, відгородившись від світу у величезному палацовому комплексі. Уникаючи спілкування зі смертними, імператор сподівався, що в ньому бачитимуть божество. Замість цього, тоталітарне правління першого імператора спричиняло зростання числа невдоволених. Розкривши три змови, імператор не міг довіряти жодному зі своїх наближених.
Смерть Цинь Шихуана в 210 до н. е. настала під час поїздки країною, в якій його супроводжували його молодший син Ху Гань, начальник канцелярії Чжао Гао і головний радник Лі Си. Боячись заворушень, вони приховали смерть імператора і, вступивши в змову, сфабрикували від його імені лист, в якому престолонаступником оголошувався не старший син Фусу 扶蘇, а молодший — Хухай. У цьому ж листі містився наказ про «дарування почесної смерті» Фусу і воєначальникові Мен Тяню.
Хухай в 21-річному віці вступив на трон під ім'ям Ер Шихуанді, проте фактично залишався маріонеткою Чжао Гао і за три роки був змушений вчинити самогубство за його ж наказом.
В імперії почалися повстання, очолювані Чень Шеном, У Гуаном і Лю Баном (кін. 209 — поч. 208 до н. е.). У жовтні 207 до н. е. столицю імперії Сяньян було взято армією Лю Бана, проголошеного імператором. Він став засновником династії Хань.

## Теракотова армія
Ніщо не ілюструє могутність Цінь Шихуанді ліпше, аніж розміри похоронного комплексу, який було зведено ще за життя імператора. Спорудження гробниці почалося відразу після утворення імперії неподалік від нинішнього м.Сіаня. За свідченням Сима Цяня, до створення мавзолею було залучено понад 700 000 робітників і ремісників, і тривало воно 38 років. Периметр зовнішньої стіни поховання станови 6 км.
Курган з похованням першого імператора було ідентифіковано археологами лише в 1974 році, тоді з'ясувалося, що гора Лішань — це рукотворний некрополь. Його вивчення триває і досі, причому місце поховання імператора ще чекає на розкриття. Курган вінчало якесь пірамідальне приміщення, де, за однією з версій, душа покійного мала здійнятися у небо.
Для супроводу імператора в потойбічному світі було створено численне теракотове військо. Воїнів і коней цієї армії було зроблено в різних куточках Китаю. Армія глиняних воїнів покоїться в бойовому шикуванні у паралельних склепах глибиною від 4 до 8 м за 1,5 км на схід від гробниці власне імператора. На цей час археологи звільнили від ґрунту близько 1500 статуй. Фігури воїнів є справжніми витворами мистецтва, оскільки виконані в індивідуальному порядку, вручну і з використанням різних методик, їх тіла раніше мали яскраве забарвлення. Кожна окрема статуя має свої унікальні риси і навіть вирази обличчя. Представлені воїни відрізняються за рангом (офіцери, рядові солдати) та озброєнням (спис, арбалет або меч). Окрім глиняних статуй, в 1980 за 20 м від гробниці імператора було виявлено дві бронзові колісниці, кожна з яких складається з понад 300 деталей. Колісниці запряжені четвірками коней, збруя яких містить золоті і срібні елементи. Незабаром після смерті імператора його гробницю пограбували, а пожежа, спричинена грабіжниками, призвела до обвалу стелі, поховавши багатотисячне глиняне військо у вологому ґрунті на більш ніж дві тисячі років. Окрім цього, достеменно невідомо, скільки ще глиняних воїнів спочиває навколо усипальні стародавнього імператора.
І хоча замість живих воїнів у розріз звичній традиції спільно з імператором було поховано їхні глиняні копії, що деякими фахівцями розцінюється як вельми прогресивний крок, не слід забувати, що окрім статуй воїнів разом з Цінь Шихуанді було закопано за різними оцінками до 70 тисяч (!) робітників разом зі своїми родинами, а також близько трьох тисяч наложниць.
Комплекс гробниці Цінь Шихуанді першим поміж китайських об'єктів було внесено ЮНЕСКО до Реєстру об'єктів світової культурної спадщини.

## Великий китайський мур
Це найграндіозніше спорудження давнини за більше ніж дві тисячі років свого існування неодноразово ремонтувалося і перебудовувалося: до нього приєднували нові ділянки і здійснювали додаткові відгалуження. На сьогодні загальна довжина всіх ліній Великого китайського муру становить 6 324,72 км, початкова довжина дорівнювала майже 3 000 км.
Основна частина споруди з усіма охоронними та сигнальними вежами,  гарнізонними поселеннями набула своїх форм за правління імператора Цінь Шихуанді.
Зазвичай існує думка, що Мур зводили з метою захисту від набігів північних кочових племен. Справді, на Китайське царство здавна здійснювали набіги степові племена, але для захисту від них ще задовго до Цінь Шихуанді будували земляні вали. Під час правління цього імператора племена на північ від Китаю були слабкими і розрізненими і у той час суттєвих проблем вже не становили. На думку низки дослідників, Великий китайський мур мав слугувати крайньою північною лінією можливої експансії власне китайців, він повинен був уберегти підданих Піднебесної імперії від злиття з варварами і переходу до напівкочового способу життя. Мур мав чітко зафіксувати кордони китайської цивілізації, сприяти консолідації єдиної імперії, щойно створеної з низки завойованих царств і лише захисних валів було для цього замало.
Давня легенда розповідає про душу сплячого імператора Цінь Шихуанді, яка здійнялася на Місяць і звідти поглянула на землю. З надхмарних висот Китайська імперія здалася їй маленькою крапкою, і стискалася тоді душа імператора, побачивши беззахисність Піднебесної. Саме тоді і народилася у нього думка звести мур, який би оточив всю державу, зробив би її «єдиною сім'єю», заховав би від жорстоких варварів.
У 221 до н. е. за наказом імператора на північний кордон спорядили армію (30 0000 людей) на чолі з воєначальником Мен Тянем, на якого і було покладено всі обов'язки. Він мав не лише об'єднати наявні до цього окремі земляні вали, заповнивши розриви між ними. Слід було звести принципово нову споруду з каменю й цегли з фортифікаційними укріпленнями. Значна частина муру повинна була проходити гірськими районами, доступ до яких був досить складним.
Мен Тянь в безпосередній близькості від муру, що зводився, створив по всій її довжині 34 бази, пов'язані з південними шляхами країни. Під суворою охороною на ці бази доправляли незліченні обози з будівельними матеріалами і продуктами харчування, а також мобілізованих селян. Звідти все це розподілялося по гарнізонних селищах, які розташовувалися неподалік від баз і в яких мешкали будівельники.
Реконструкція колишніх земляних валів і безпосереднє зведення муру починалися зі спорудження веж, яких було 25 000. Вони відрізнялися за своїми розмірами і будувалися з різного матеріалу, але кожна являла собою грандіозну піраміду шириною і висотою близько 12 м. Одну від одної їх відділяла відстань у «два польоти стріли», а об'єднувалися товстою прямовисною стіною, висота якої становила приблизно 7 м, а ширина була такою, що нею могла вільно пройти шеренга з восьми чоловік.
Існує цікава легенда про те, як було проведено лінію кордону. Імператор Цінь Шихуанді мав чарівного білого коня, який легко долав гори і доли. Верхи на ньому сам імператор проїхав трасою майбутнього кордону, і там, де кінь спотикався (а це відбувалося тричі впродовж 500 м), — зводили вежу.
Спорудження Великого китайського муру в основному було завершене до 213 до н. е. На його будівництві було задіяні не менше 3 000 000 осіб, тобто майже кожна друга людина. При щонайменшому прояві невдоволеності чи непокори людей споряджали на будівництво. За свідченням давнього китайського історика Бань Гу, «всі шляхи було загачено в’язнями в яскраво-червоному одязі, а в'язниці переповнені в'язнями, немов базари з людьми». Мобілізовані селяни, відірвані від своїх родин, голодні і холодні, важко гарували і тому довго не витримували. На зміну їм присилали нових, на яких чекала така ж доля. «Найдовшим цвинтарем світу» називають Мур: тут поховано 400 000 осіб.
Династія Хань замістила Цінь у 206 до н. е.

## Проблема історіографічного відображення
Більшість традиційних джерел, що містять відомості про династію Цінь, належать до наступної династії, Хань. Негативне відбиття Цінь, за думкою деяких сучасних науковців, могло стати результатом антицінської пропаганди. Див., наприклад, Спалення книг та поховання книжників: існують сумніви, що акція «спалення книг» та знищення вчених відбулася взагалі, або мала ті розміри, що їй було приписано за часів Хань.
Серія археологічних знахідок 20 століття суттєво надала науковцям більше матеріалів з історії Цінь ніж все те, що містилося у традиційних джерелах. 